# Чёрный бык (шмак)
«Чёрный бык» — шмак Балтийского флота Российской империи. Находился в составе флота с 1725 года по большей части использовался для грузовых перевозок по Финскому заливу, между Олонецкой верфью и Санкт-Петербургом, а также в качестве судна обеспечения эскадр флота, принимал участие в действиях флота под Данцигом в 1734 году.

## Описание судна
Парусный шмак с деревянным корпусом.
Единственное парусное судно за всю историю Российского императорского флота, носившее такое наименование.

## История службы
Шмак «Чёрный бык» был спущен на воду 1725 году, в том же году вошёл в состав Балтийского флота России.
В кампанию 1726 года состоял на грузовых перевозках между портами Финского залива.
В июле и августе 1727 года находился в составе отряда под командованием вице-адмирала Н. А. Синявина, который совершил плавание в Киль и доставил туда цесаревну Анну Петровну и герцога К. Ф. Гольштейн-Готторпского. В кампанию этого года также ходил в Ригу.
В кампанию 1728 года также совершал грузовые плавания между портами Финского залива.
В 1729 году совершил плавание до Олонецкой верфи с грузом провианта на борту, во время обратного плавания в Санкт-Петербург доставил туда с верфи груз пакли.
В кампании c 1730 по 1733 годов вновь использовался в качестве грузового судна на перевозках между портами Финского залива.
В 1734 году принимал участие в действиях флота под Данцигом. В мае и июне этого года использовался для обеспечения провизией судов находившейся под Данцигом и Пиллау русской эскадры под командованием адмирала Т. Гордона.

## Командиры шмака
Командирами шмака «Чёрный бык» в составе Российского флота в разное время служили:
- унтер-лейтенант Иван Безобразов (1727 год)[4];
- шкипер Шатаев (1730 год)[5];
- лейтенант майорского ранга Иван Чернышев (1734 год)[6].